# داغرالحوية (بدية)
داغرالحوية منطقة سكنية تقع في ولاية بدية، التابعة لمحافظة شمال الشرقية في سلطنة عمان. يقدر عدد سكانها بـ 6 نسمة حسب إحصاء عام 2010 التابع للمركز الوطني للإحصاء والمعلومات الحكومي. رمز المنطقة هو 90320162.

## الوصلات الخارجية
- المركز الوطني للإحصاء والمعلومات، سلطنة عمان